# Apriliana Rintan
Apriliana Rintan Sutanto (* 18. April 1985) ist eine indonesische Badmintonspielerin.

## Karriere
Apriliana Rintan siegte 2004 im Damendoppel mit Rani Mundiasti bei den Indonesia International und den India International. 2006 gewann sie die Australian Open in der gleichen Disziplin gemeinsam mit Yukina Imura.

## Sportliche Erfolge
| Saison | Veranstaltung           | Disziplin   | Platz | Name                              |
| ------ | ----------------------- | ----------- | ----- | --------------------------------- |
| 2004   | Indonesia International | Damendoppel | 1     | Apriliana Rintan / Rani Mundiasti |
| 2004   | India International     | Damendoppel | 1     | Apriliana Rintan / Rani Mundiasti |
| 2006   | Australian Open         | Damendoppel | 1     | Apriliana Rintan / Yukina Imura   |